# František Tomášek
František Tomášek (Studénka, 30. lipnja 1899. – Prag, 4. kolovoza 1992.) bio je kardinal Katoličke Crkve u Češkoj i 33. nadbiskup Praške nadbiskupije. Za svećenika je zaređen 5. srpnja 1922., a od 1949. do 1965. obnašao je dužnost nadbiskupa Olomoucke nadbiskupije. Svojim pastoralnim djelovanjem i političkim angažmanom pridonio je rušenju komunističkog režima u Čehslovačkoj tijekom Baršunaste revolucije 1989. godine.

## Životopis
Tomášek je rođen 30. lipnja 1899., za vrijeme Austro-Ugarske Monarhije, kao šesto dijete u obitelji oca učitelja koji je preminuo kad je Tomášek bio još mali dječak. Nakon završene osnovne i srednje škole, te vojne službe, Tomášek upisuje studij teologije u Olomoucu. Nakon stjecanja diplome iz teologije, zaređen je za svećenika 5. srpnja 1922. Iako je obranio doktorat 1938., Münchesnkim sporazumom Nacistička Njemačka je okupirala Sudete, zbog čega se Tomášek vratio podučavanju vjeronauka u osnovnoj školi. No, suprotno očekivanom, nije dobio nikakvu zabranu studiranja teologije, pa je ubrzo obranio i drugi doktorat.
Pobjedom Saveznika u Drugom svjetskom ratu komunisti podložni Staljinu oslobodili su okupirana područja Češke i Slovačke i proglasili novu državu - Čehoslovačku. Budući da se Čehoslovačka temeljila na marksističkoj ideologiji, u veljači 1948. se donose zabrane o javnom iskazivanju vjere, održavanje vjerskih obreda i naučavanje u vjerskim ustanovama. Unatoč zabranama, papa Pio XII., kako bi ojačao već oslabljen položaj Katoličke Crkve u Čehoslovačkoj, 12. listopada 1949. imenuje Tomášeka biskupom Olomoucke biskupije.
Tomášek zajedno s ostalim biskupima odanima Vatikanu biva uhićen 1950. i poslan u radni logor, a sve zajednice Istočne katoličke Crkve koje su djelovale na području čehoslovačke bile su zabranjene. 1953. pušten je iz logora u blizni mjesta Želiv, ali pod uvjetom da obnaša funkciju župnika u župi Moravská Huzová. Na iznenađenje Vatikana i Zapada, komunistička vlast je dozvolila Tomášeku sudjelovanje na Drugom vatikanskom koncilu, čime je bio jedini čehoslovački biskup koji je sufjelovao na Koncilu (1962. – 1965.).
1965. kardinalu Josefu Beranu, nadbiskupu Praga, bilo je dopušteno da napusti Čehoslovačku u skladu sa sporazumom koji, u zamjenu za ustupke u Crkvi, potvrđuje ostanak (drugim riječima progon) kardinala Berana u Rimu. Time Tomášek 18. veljače 1965. postaje administratorom Praške nadbiskupije, čime je konačno dopušteno da napusti Moravsku Huzovu.
Tomášek je podržavao ideje Praškog proljeća kako bi stao u obranu svoga naroda, a podržao je i reforme Aleksandra Dubčeka tijekom 1968. Provedbom reformi ozakonio je građanske slobode i javno bogoštovlje, te prihvatio promjene u Crkvi uspostavljene nakon Drugog Vatikanskog Sabora. Budući da je to bilo posve suprotno komunističkoj vladavini u zemljama potpisnicama Varšavskog pakta, Sovjeti su organizirali invaziju na Čehoslovačku u kolovozu 1968.,u kojoj su ponovno uspostavili vlast nd državom i ukinule sve slobode i reforme.
24. svibnja 1976. papa Pavao VI. proglasio je (In pectore) Tomášeka kardinalom i uveo ga u zbor kardinala Katoličke Crkve, zbog čega je papa naletio na oštre kritike Čehoslovačke komunističke vlasti, pa su ga onemogućili i u tome da javno obznani novoga kardinala, što je bilo planirano za dan 27. lipnja 1977. Budući da su ga u tome onemogućili on je zauzvrat proglasio Františeka nadbiskupom Praške nadbiskupije i time ojačao i poboljšao položaj Katoličke Crkve u Čehoslovačkoj, koja je kao i sve vjerske zajednice, bila stalno pod pritiskom tadašnjih vlasti.
Svoju kardinalsku titulu opravdao je sudjelovanjem na Papinskoj konklavi u kolovozu 1978. koja je izabrala dvojicu papa; prvo Ivana Pavla I., koji je imao vrlo kratki pontifikat, a nakon njegove smrti Ivana Pavla II. Nakon povratka u domovinu, stari Tomášekov prijetelj, ohrabrio ga je da mu se pridruži u borbi protiv omražene komunističke vlasti i da mu pomogne prganiziranjem inicijativa za zahtjevanjem večih sloboda, uključujući civilnu udrugu Charta 77. Nakon Baršunaste revolucije u studenom 1989., papa Ivan Pavao II. posjetio je početkom 1990. Čehoslovačku, što je bio njegov prvi posjet komunističkoj državi (osim rodne Poljske) koja je pod strogim režimom.
27. ožujka 1991. napunio je gotovo 92 godine (za nadbiskupe je dozvoljeno obnašati dužnost do 75 godine), uz dozvolu pape, odlazi u mirovinu, a na njegovo mjesto dolazi Miloslav Vlk. Umro je 4. kolovoza 1992. u nadbiskupskoj prijestolnici - Pragu.

## Vanjske poveznice
- (engl.) Felix Corley, Obituary: Cardinal Frantisek Tomasek
- (engl.) Britannica Student Encyclopaedia, Tomasek, Frantisek
- (češ.) Katechismus katolické Církve 1955. ONLINE
- (češ.) Životopis na stranicama općine Studénky
- (češ.) František Tomášek na stricama Centra dějin české teologie  Arhivirana inačica izvorne stranice od 7. ožujka 2016. (Wayback Machine)

| Titule u Katoličkoj Crkvi | Titule u Katoličkoj Crkvi      | Titule u Katoličkoj Crkvi |
| ------------------------- | ------------------------------ | ------------------------- |
| prethodnik Josef Beran    | praški nadbiskup 1977. - 1991. | nasljednik Miloslav Vlk   |